# Colectivo Contra la Islamofobia en Francia
El Colectivo Contra la Islamofobia en Francia (en francés: Collectif contre l'islamophobie en France; sigla CCIF) es una asociación francesa sin ánimo de lucro, cuya misión es la lucha contra la Islamofobia en Francia. Fue ilegalizada por el Gobierno francés el 2 de diciembre de 2020.

## Historia
La organización fue creada en 2003, entre otros por el activista Samy Debah, que la presidió entre 2003 y 2017. La organización ha criticado en Francia Ley francesa sobre la laicidad, que prohíbe el uso de prendas religiosas en las escuelas estatales. Los críticos han acusado a la organización de tener vínculos con grupos islamistas, como los Hermanos Musulmanes, vínculo que es negado por la organización.

## Prohibición
En octubre de 2020, tras el asesinato de Samuel Paty, CCIF fue una de las 51 organizaciones que el Gobierno francés incluyó en una lista para su posible ilegalización. En efecto, el ministro del Interior, Gérald Darmanin, ilegalizó el CCIF el 2 de diciembre de 2020. Se alegaba que el CCIF había proporcionado recursos legales a un padre en el caso Paty. La Red Europea contra el Racismo (ENAR) expresó estar "extremadamente preocupada" por la prohibición del colectivo y expresó su "fuerte apoyo" a la organización.[cita requerida]